# Labná

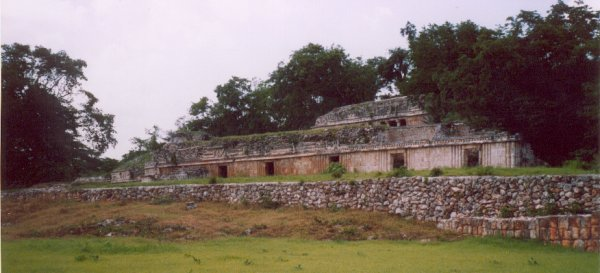
Resti di un palazzo

Labná è un sito archeologico mesoamericano della civiltà Maya, situato nella regione delle colline di Puuc, nella penisola dello Yucatán. È vicino al grande sito archeologico Uxmal.
Il sito è piuttosto piccolo e compatto. Tra le strutture più importanti si può citare El Palacio, una delle strutture più lunghe della regione Puuc (circa 120 metri di lunghezza). Dal palazzo si estende una strada (Sacbé) che porta a un arco. La struttura è alta 6 metri e larga 3, e presenta dei bassorilievi in buono stato di conservazione. Presso l'arco si trova El Mirador, una struttura a forma di piramide sormontata da un tempio. 
Il disegno delle strutture e i motivi architettonici ricalcano lo stile regionale detto Puuc, che fa uso di modelli di pietra ben tagliati e di maschere del dio della pioggia Chaac.

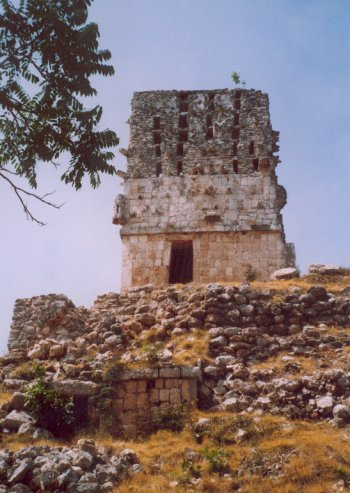
El Mirador

Il sito venne costruito durante l'età Classica Tarda, e nel palazzo si può trovare una data che corrisponde all'862.
Il primo rapporto su Labna venne scritto da John Lloyd Stephens, che visitò la zona assieme all'artista Frederick Catherwood nel 1842.